# Deinbollia mezilii
Deinbollia mezilii är en kinesträdsväxtart som beskrevs av D. W. Thomas & D. J. Harris. Deinbollia mezilii ingår i släktet Deinbollia och familjen kinesträdsväxter. Inga underarter finns listade i Catalogue of Life.